# Battle Arena Toshinden 2
Battle Arena Toshinden 2 – sequel Battle Arena Toshinden wydany w 1995 r.

## Historia gry
Pierwszy egzemplarz gry Toshinden 2 zawitał na automaty japońskie w listopadzie 1995 roku. W miesiąc później, 29 grudnia, ukazał się na Sony PlayStation w Japonii. 23 maja 1996 roku ukazał się w USA, a w czerwcu druga część Toshindena ukazała się w Europie. 8 sierpnia 1996 roku w USA ukazał się Battle Arena Toshinden 2 Plus. Dzień później ulepszona wersja gry ukazała się w Japonii.
Gra zawiera te same postacie co w pierwszej części serii plus nowe postacie Tracy i Chaos, oraz główny boss gry – Master i Vermillion.